# Denkmalgeschützte Objekte im Okres Poprad

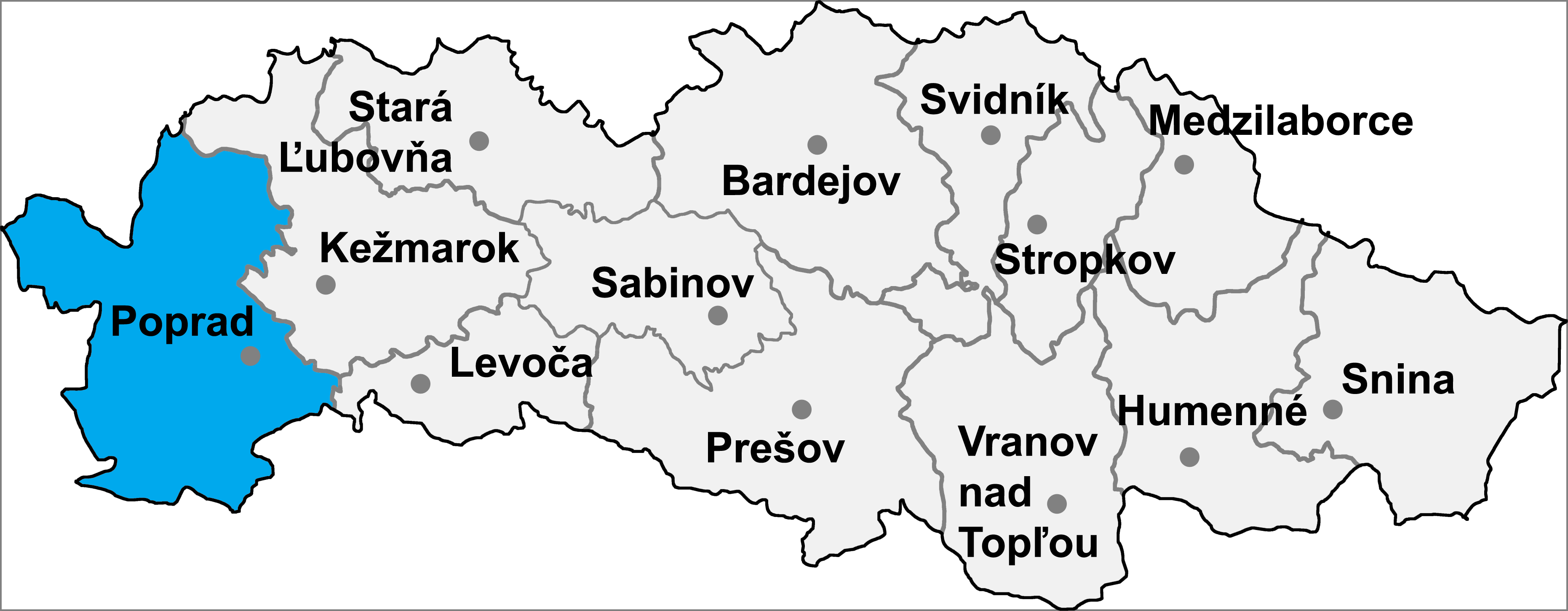

Im Okres Poprad bestehen 509 denkmalgeschützte Objekte. Die unten angeführte Liste führt zu den Gemeindelisten und gibt die Anzahl der Objekte an. In Gemeinden, die nicht verlinkt sind, existieren keine geschützten Objekte.
| Gemeindeliste                    | Objektanzahl |
| -------------------------------- | ------------ |
| Batizovce (Botzdorf)             | 4            |
| Gánovce (Gansdorf)               | 3            |
| Gerlachov (Gerlsdorf)            | 2            |
| Hozelec (Hohesalz)               | 2            |
| Hôrka (Horke)                    | 1            |
| Hranovnica (Grenitz)             | 3            |
| Jánovce (Johannsdorf)            | 1            |
| Kravany (Kuhschwanz)             | 0            |
| Liptovská Teplička (Zeplitschke) | 4            |
| Lučivná (Lautschburg)            | 3            |
| Mengusovce (Mengsdorf)           | 1            |
| Mlynica (Mühlenbach)             | 1            |
| Nová Lesná (Neuwalddorf)         | 2            |
| Poprad (Deutschendorf)           | 126          |
| Spišská Teplica (Teplitz)        | 0            |
| Spišské Bystré (Kuhbach)         | 0            |
| Spišský Štiavnik (Schawnig)      | 3            |
| Svit                             | 1            |
| Štôla (Stollen)                  | 4            |
| Štrba (Tschirm)                  | 14           |
| Šuňava (Schönau)                 | 0            |
| Švábovce (Schwabsdorf)           | 1            |
| Tatranská Javorina (Uhrngarten)  | 3            |
| Veľký Slavkov (Großschlagendorf) | 3            |
| Vernár (Wernsdorf)               | 3            |
| Vikartovce (Weigsdorf)           | 1            |
| Vydrník (Wiedrig)                | 5            |
| Vysoké Tatry                     | 64           |
| Ždiar/1–99 (Morgenröthe)         | 111          |
| Ždiar/100–451 (Morgenröthe)      | 144          |